# Hinduja Bank
Die Hinduja Bank (vollständiger Name S.P. Hinduja Banque Privée SA) wurde 1978 als Finanzierungsgesellschaft gegründet und im Jahr 1994 in eine von der FINMA regulierte Schweizer Bank umgewandelt. Sie zählt zu den „Ausländisch beherrschten Banken“. Die Hinduja Bank hat ihren Hauptsitz in Genf und verfügt in der Schweiz über Niederlassungen in Zürich und Lugano. Darüber hinaus ist sie weltweit in London und Dubai vertreten.
Zu den Geschäftsbereichen der Bank gehören Vermögensverwaltung, Private Banking und Corporate Finance.
Die Hinduja Bank ist Teil der Hinduja-Gruppe.